# Avenida La Marina (Arequipa)
La avenida La Marina es una de las principales avenidas de la ciudad de Arequipa, en el Perú. Se extiende de sur a norte en la margen izquierda del río Chili, marcando el límite oeste del centro histórico. Además, forma parte del primer anillo vial de la ciudad.

## Recorrido
Desde el sentido sur, se inicia a la altura de la feria La Marina, la avenida debió continuar hasta el puente inconcluso Héroes del Cenepa cruzando sobre el río Chili para terminar en la variante de Uchumayo. En unas cuadras, se encuentra el colegio nacional Juana Cervantes de Bolognesi y la calle Pacheco todos ubicados en Vallecito. Durante todo el recorrido, el río se encuentra en su margen derecha. 
Llega hasta el puente San Martín y después la vía toma doble sentido y aumenta también el tráfico. En la margen derecha se encuentra numerosos automotrices y otros anexos hacia Vallecito, destacan también las oficinas del Molino Las Mercedes. En el siguiente tramo, desemboca la calle Consuelo y después pasa por debajo del intercambio vial José Abelardo Quiñones donde también se culmina la avenida homónima que empieza desde el distrito de Yanahuara. 
Pasando el puente, desemboca también la calle Palacio Viejo y a su costado se encuentran Plaza Vea, el callejón Ibáñez y el tambo de la Cabezona. El siguiente puente que cruza por debajo es el puente Bolognesi, cuya subida peatonal es por una escalera, en el trayecto se encuentra también otras entradas al tambo del Matadero y al barrio del Solar y en la calzada pertenecía a la desaparecida alameda Chávez Velando que existió antes de construirse la avenida en los años 70 que redujo el río Chili. 
En la siguiente cuadra, desemboca la calle San Agustín y después la calle Moral, en medio de estas calles se encuentra un terreno baldío donde se ubicó la fábrica textil Pedro P. Diaz hoy demolido salvo por un edificio, también la avenida pasa sobre un puente peatonal ubicado al frente también abandonado debido a la inseguridad ya que los delincuentes se refugiaban dentro la abandonada curtiembre antes de su demolición.  
Al cruzar la calle Moral, se encuentra la quinta Cuadra y por la margen izquierda se forma un malecón frente al río hasta el puente Bajo Grau, la siguiente cuadra se desemboca la calle Ugarte y a su izquierda se ubica el barrio Obrero que tiene tres anexos por la avenida. 
Antes de cruzar el puente Grau se encuentra el parque homónimo por el lado derecho y una subida hacia el mismo puente mientras que el lado izquierdo se encuentra el puente bajo Grau que une la avenida Ejército con el carril de bajada. Cruza por el puente mediante dos arcos (uno de ellos se construyó al mismo tiempo que la avenida) y de ahí cambia de nombre por el de Juan de la Torre. También, se separa del cauce del río Chili y se desemboca la torrentera de San Lázaro antes de voltear a la derecha.
Como avenida Juan de la Torre, se desemboca varias calles a la derecha como la quinta Vivanco (Anexo a la Universidad Católica San Pablo) como también se ubican otros sitios como Mundo Alpaca, el colegio Jardín Calienes, la plaza San Lázaro y el parque Selva Alegre. Y así como a la izquierda empieza las calles que cruza por el centro histórico de norte a sur y el barrio de Campo Redondo. La avenida seguirá hasta el cruce con la avenida Progreso donde se convierte en avenida Arequipa y llega hasta el distrito de Alto Selva Alegre.

## Galería

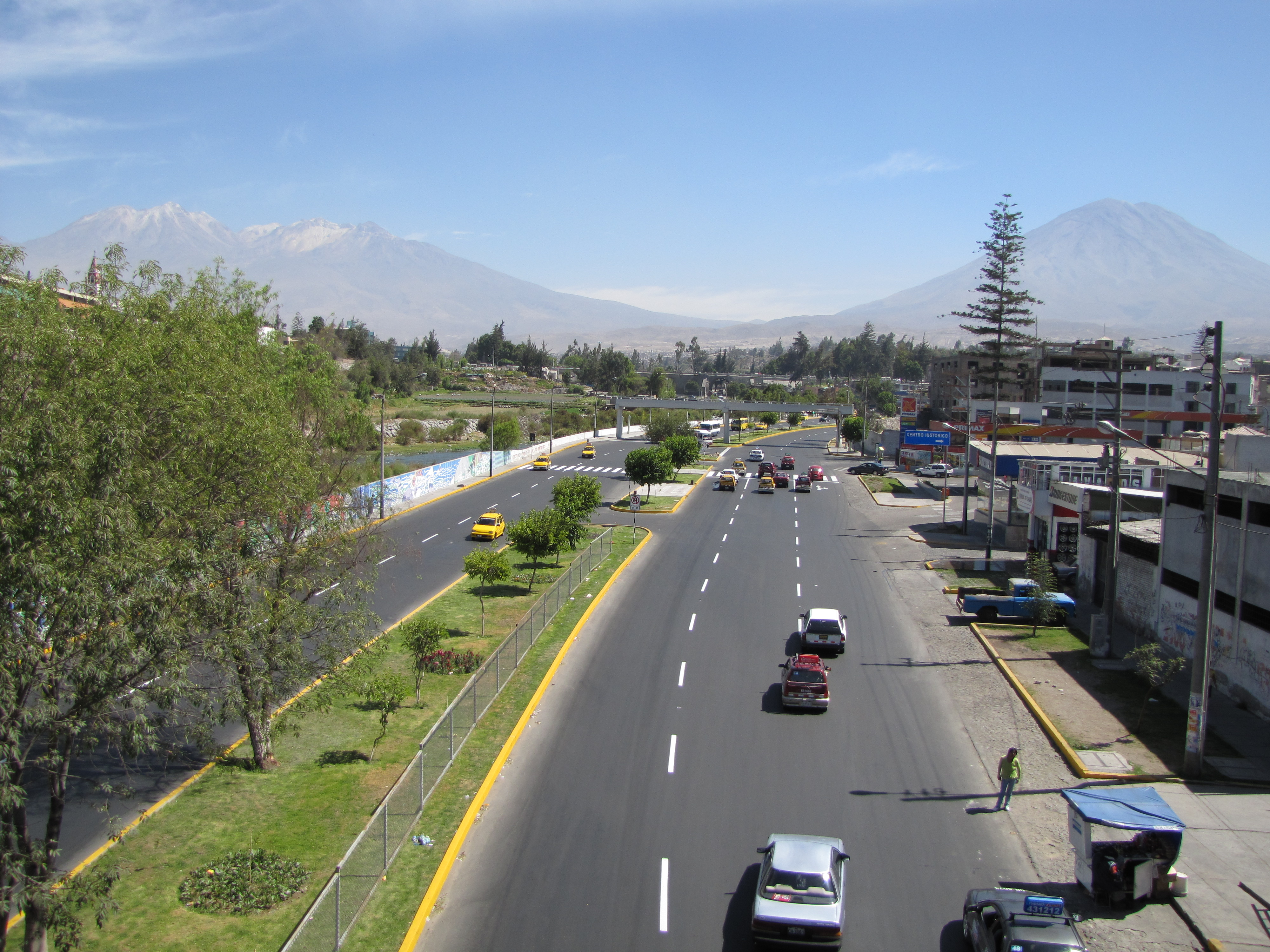
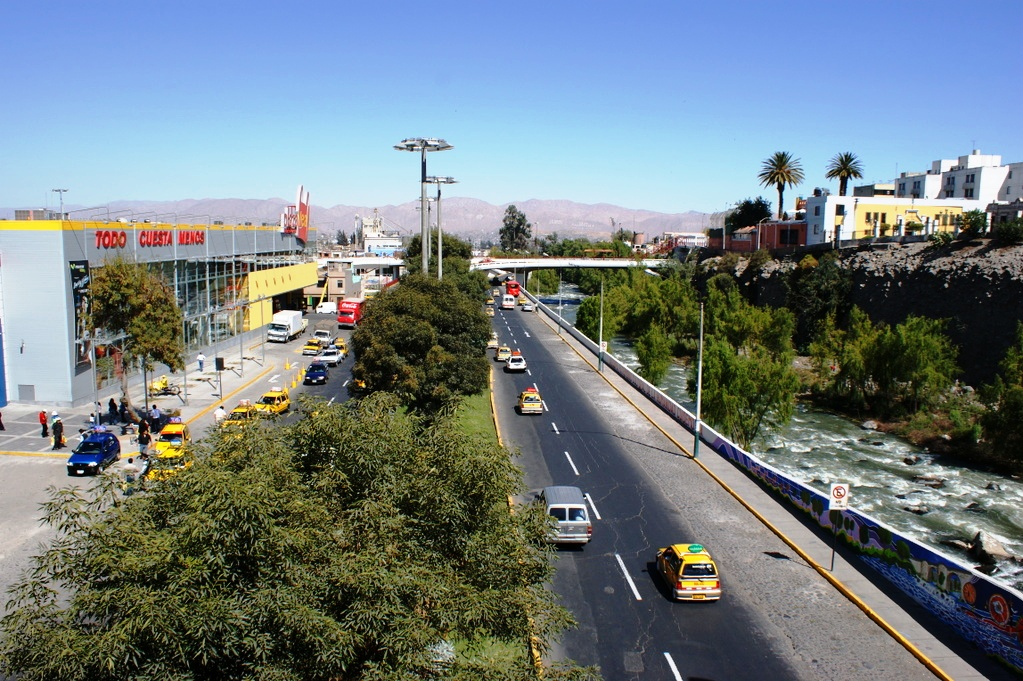
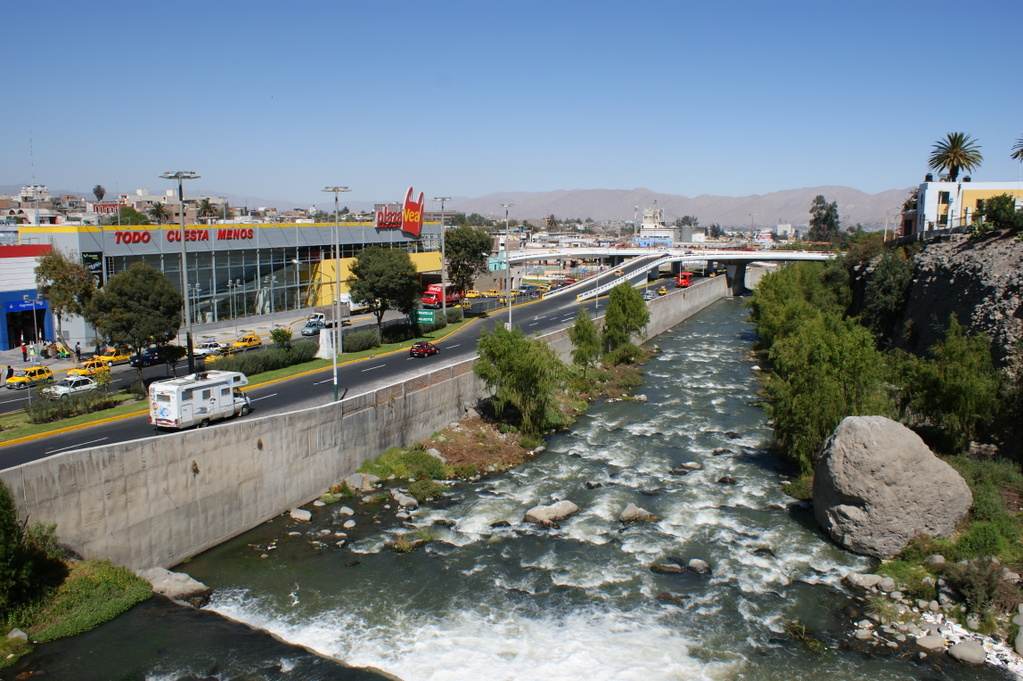
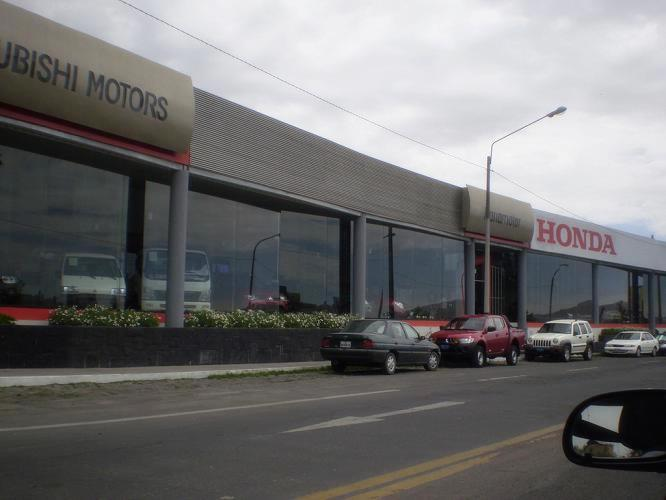
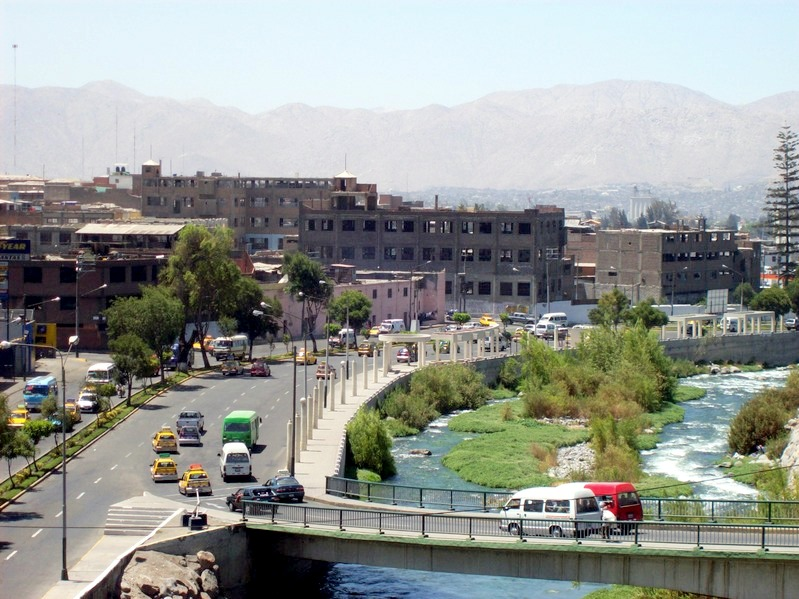